# Taft Mosswood
Taft Mosswood és una concentració de població designada pel cens dels Estats Units a l'estat de Califòrnia. Segons el cens del 2000 tenia 1.388 habitants.

## Demografia
Segons el cens del 2000, Taft Mosswood tenia 1.388 habitants, 341 habitatges, i 282 famílies. La densitat de població era de 974,4 habitants/km².
Dels 341 habitatges en un 49,9% hi vivien nens de menys de 18 anys, en un 49,3% hi vivien parelles casades, en un 24,9% dones solteres, i en un 17,3% no eren unitats familiars. En el 14,1% dels habitatges hi vivien persones soles el 6,7% de les quals corresponia a persones de 65 anys o més que vivien soles. El nombre mitjà de persones vivint en cada habitatge era de 4,03 i el nombre mitjà de persones que vivien en cada família era de 4,37.
Per edats la població es repartia de la següent manera: un 37,5% tenia menys de 18 anys, un 12% entre 18 i 24, un 26,2% entre 25 i 44, un 13,9% de 45 a 60 i un 10,4% 65 anys o més.
L'edat mediana era de 25 anys. Per cada 100 dones de 18 o més anys hi havia 95,7 homes.
La renda mediana per habitatge era de 23.365 $ i la renda mediana per família de 24.342 $. Els homes tenien una renda mediana de 27.833 $ mentre que les dones 18.510 $. La renda per capita de la població era de 8.382 $. Entorn del 36,1% de les famílies i el 35,2% de la població estaven per davall del llindar de pobresa.

## Poblacions més properes
El següent diagrama mostra les poblacions més properes.